# Championnat d'Allemagne de football 1913-1914
Navigation
Meisterschaft
(Verbandsligen)
1912-1913 Meisterschaft
(Verbandsligen)
1919-1920
La saison 1913-1914 du Championnat d'Allemagne de football était la 12e édition de la première division allemande.
Huit clubs participent à la compétition nationale, il s'agit des clubs champions de 7 régions d'Allemagne plus le champion sortant, le VfB Leipzig. Le championnat national est disputé sous forme de coupe à élimination directe.
C'est le SpVgg Fürth qui remporte la compétition nationale. C'est le premier titre de champion d'Allemagne de son histoire.
Du fait de la Première Guerre mondiale, le championnat national est interrompu jusqu'en 1919. Néanmoins, certains championnats régionaux se sont disputés sans aucune interruption malgré le conflit armé (dans la région du Brandebourg notamment).

## Les 8 clubs participants
(entre parenthèses, la région d'appartenance du club)
- Prussia Samland Königsberg (Baltique)
- Berliner BC (Brandebourg)
- SpVgg Leipzig (Centre)
- Altonaer FC 1893 (Nord)
- SpVgg Fürth (Sud)
- Duisbourg SV (Ouest)
- Askania Forst (Sud-Est)
- VfB Leipzig (champion en titre)

## Compétition
La compétition a lieu sous forme de coupe, avec match simple.
|  | Quarts de finale           | Quarts de finale           | Quarts de finale      | Quarts de finale     |                  |                  | Demi-finales        | Demi-finales        | Demi-finales        | Demi-finales        |  |  | Finale                   | Finale                   | Finale                   | Finale                   |
|  |                            |                            |                       |                      |                  |                  |                     |                     |                     |                     |  |  |                          |                          |                          |                          |
|  | 3 mai 1914 à Leipzig       | 3 mai 1914 à Leipzig       | 3 mai 1914 à Leipzig  | 3 mai 1914 à Leipzig |                  |                  | 17 mai 1914 à Fürth | 17 mai 1914 à Fürth | 17 mai 1914 à Fürth | 17 mai 1914 à Fürth |  |  | 31 mai 1914 à Magdebourg | 31 mai 1914 à Magdebourg | 31 mai 1914 à Magdebourg | 31 mai 1914 à Magdebourg |
|  | 3 mai 1914 à Leipzig       | 3 mai 1914 à Leipzig       | 3 mai 1914 à Leipzig  | 3 mai 1914 à Leipzig |                  |                  | 17 mai 1914 à Fürth | 17 mai 1914 à Fürth | 17 mai 1914 à Fürth | 17 mai 1914 à Fürth |  |  | 31 mai 1914 à Magdebourg | 31 mai 1914 à Magdebourg | 31 mai 1914 à Magdebourg | 31 mai 1914 à Magdebourg |
|  | SpVgg Leipzig              | SpVgg Leipzig              | 1                     | 1                    |                  |                  | 17 mai 1914 à Fürth | 17 mai 1914 à Fürth | 17 mai 1914 à Fürth | 17 mai 1914 à Fürth |  |  | 31 mai 1914 à Magdebourg | 31 mai 1914 à Magdebourg | 31 mai 1914 à Magdebourg | 31 mai 1914 à Magdebourg |
|  | SpVgg Leipzig              | SpVgg Leipzig              | 1                     | 1                    |                  |                  | 17 mai 1914 à Fürth | 17 mai 1914 à Fürth | 17 mai 1914 à Fürth | 17 mai 1914 à Fürth |  |  | 31 mai 1914 à Magdebourg | 31 mai 1914 à Magdebourg | 31 mai 1914 à Magdebourg | 31 mai 1914 à Magdebourg |
|  | SpVgg Fürth                | SpVgg Fürth                | 2                     | 2                    |                  |                  | 17 mai 1914 à Fürth | 17 mai 1914 à Fürth | 17 mai 1914 à Fürth | 17 mai 1914 à Fürth |  |  | 31 mai 1914 à Magdebourg | 31 mai 1914 à Magdebourg | 31 mai 1914 à Magdebourg | 31 mai 1914 à Magdebourg |
|  | SpVgg Fürth                | SpVgg Fürth                | 2                     | 2                    | SpVgg Fürth a.p. | SpVgg Fürth a.p. | 4                   | 4                   |                     |                     |  |  | 31 mai 1914 à Magdebourg | 31 mai 1914 à Magdebourg | 31 mai 1914 à Magdebourg | 31 mai 1914 à Magdebourg |
|  | 3 mai 1914 à Berlin        |                            |                       |                      | SpVgg Fürth a.p. | SpVgg Fürth a.p. | 4                   | 4                   |                     |                     |  |  | 31 mai 1914 à Magdebourg | 31 mai 1914 à Magdebourg | 31 mai 1914 à Magdebourg | 31 mai 1914 à Magdebourg |
|  |                            |                            | Berliner BC           | Berliner BC          | 3                | 3                |                     |                     |                     |                     |  |  | 31 mai 1914 à Magdebourg | 31 mai 1914 à Magdebourg | 31 mai 1914 à Magdebourg | 31 mai 1914 à Magdebourg |
|  | Berliner BC                | Berliner BC                | Berliner BC           | Berliner BC          | 3                | 3                | 4                   | 4                   |                     |                     |  |  | 31 mai 1914 à Magdebourg | 31 mai 1914 à Magdebourg | 31 mai 1914 à Magdebourg | 31 mai 1914 à Magdebourg |
|  | Berliner BC                | Berliner BC                | 17 mai 1914 à Leipzig |                      |                  |                  | 4                   | 4                   |                     |                     |  |  | 31 mai 1914 à Magdebourg | 31 mai 1914 à Magdebourg | 31 mai 1914 à Magdebourg | 31 mai 1914 à Magdebourg |
|  | Askania Forst              | Askania Forst              | 0                     | 0                    |                  |                  |                     |                     |                     |                     |  |  | 31 mai 1914 à Magdebourg | 31 mai 1914 à Magdebourg | 31 mai 1914 à Magdebourg | 31 mai 1914 à Magdebourg |
|  | Askania Forst              | Askania Forst              | 0                     | 0                    | SpVgg Fürth a.p. | SpVgg Fürth a.p. | 3                   | 3                   |                     |                     |  |  |                          |                          |                          |                          |
|  | 3 mai 1914 à Königsberg    |                            |                       |                      | SpVgg Fürth a.p. | SpVgg Fürth a.p. | 3                   | 3                   |                     |                     |  |  |                          |                          |                          |                          |
|  |                            |                            | VfB Leipzig T         | VfB Leipzig T        | 2                | 2                |                     |                     |                     |                     |  |  |                          |                          |                          |                          |
|  | Prussia Samland Königsberg | Prussia Samland Königsberg | VfB Leipzig T         | VfB Leipzig T        | 2                | 2                | 1                   | 1                   |                     |                     |  |  |                          |                          |                          |                          |
|  | Prussia Samland Königsberg | Prussia Samland Königsberg |                       |                      |                  |                  |                     |                     |                     |                     |  |  |                          |                          |                          |                          |
|  | VfB Leipzig T              | VfB Leipzig T              | 4                     | 4                    |                  |                  |                     |                     |                     |                     |  |  |                          |                          |                          |                          |
|  | VfB Leipzig T              | VfB Leipzig T              | 4                     | 4                    | VfB Leipzig T    | VfB Leipzig T    | 1                   | 1                   |                     |                     |  |  |                          |                          |                          |                          |
|  | 3 mai 1914 à Essen         |                            |                       |                      | VfB Leipzig T    | VfB Leipzig T    | 1                   | 1                   |                     |                     |  |  |                          |                          |                          |                          |
|  |                            |                            | Duisbourg SV          | Duisbourg SV         | 0                | 0                |                     |                     |                     |                     |  |  |                          |                          |                          |                          |
|  | Duisbourg SV a.p.          | Duisbourg SV a.p.          | Duisbourg SV          | Duisbourg SV         | 0                | 0                | 4                   | 4                   |                     |                     |  |  |                          |                          |                          |                          |
|  | Duisbourg SV a.p.          | Duisbourg SV a.p.          |                       |                      |                  |                  |                     | 4                   |                     |                     |  |  |                          |                          |                          |                          |
|  | Altonaer FC 1893           | Altonaer FC 1893           | 1                     | 1                    |                  |                  |                     |                     |                     |                     |  |  |                          |                          |                          |                          |
|  | Altonaer FC 1893           | Altonaer FC 1893           | 1                     | 1                    |                  |                  |                     |                     |                     |                     |  |  |                          |                          |                          |                          |
|  |                            |                            |                       |                      |                  |                  |                     |                     |                     |                     |  |  |                          |                          |                          |                          |

## Bilan de la saison
| Tableau d'Honneur                   |             |
| Compétition                         | Vainqueur   |
| Championnat d'Allemagne de football | SpVgg Fürth |